# Nérskaia
El Nérskaia - Нерская (rus) - és un riu de Rússia, passa per l'óblast de Moscou. És un afluent per l'esquerra del Moskvà.
Té 92 km de llargària i ocupa una conca de 1.510 km². Té un cabal mitjà de 8,3 m³/s. La vila més important per on passa és Kuróvskoie.